# Linksniederrheinische Strecke
| | |                                               |                                               |
| Streckennummer (DB): | 2610, 2620 |                                               |                                               |
| Kursbuchstrecke (DB): | 495, 450.11 |                                               |                                               |
| Kursbuchstrecke: | 242 (Kranenburg – Köln Hbf 1946) 243a, 244 (Krefeld Hbf – Krefeld-Oppum 1946) 245n (Krefeld Hbf – (Düsseldorf Hbf) 1946) |                                               |                                               |
| Streckenlänge: | 146 km |                                               |                                               |
| Spurweite: | 1435 mm (Normalspur) |                                               |                                               |
| Stromsystem: | Köln–Krefeld: 15 kV 16,7 Hz ~                                                                                            |                                               |                                               |
| Streckengeschwindigkeit: | 160 km/h |                                               |                                               |
| Zweigleisigkeit: | Köln–Geldern |                                               |                                               |
| | |                                               |                                               |
| \| \| \| Strecke von Arnhem \| \| \| \| 15,0 \| Nijmegen \| Nijmegen \| \| \| \| Strecke nach Tilburg \| \| \| \| \| Nijmegen Heyendaal \| \| \| \| 10,1 \| ’t Heilig Land \| ’t Heilig Land \| \| \| \| Maaslinie nach Venlo \| \| \| \| 3,0 \| Groesbeek \| Groesbeek \| \| \| 0,0131,0 \| Staatsgrenze Niederlande/Deutschland \| Staatsgrenze Niederlande/Deutschland \| \| \| 129,3 \| Kranenburg \| Kranenburg \| \| \| 125,0 \| Nütterden \| Nütterden \| \| \| 122,3 \| Donsbrüggen \| Donsbrüggen \| \| \| 120,4 \| Cleve Tiergarten \| Cleve Tiergarten \| \| \| \| ehem. Trajekt von Elten \| \| \| \| 118,4 \| Kleve \| Kleve \| \| \| \| ehem. Niederrheinstrecke nach Duisburg \| \| \| \| 114,1 \| Bedburg-Hau \| Bedburg-Hau \| \| \| 109,5 \| Pfalzdorf \| Pfalzdorf \| \| \| \| ehem. Boxteler Bahn von Boxtel \| \| \| \| 105,5 \| Goch \| Goch \| \| \| \| ehem. Boxteler Bahn nach Büderich \| \| \| \| 98,6 \| Weeze \| Weeze \| \| \| \| \| \| \| \| 92,5 \| Kevelaer ehem. Meterspur nach Straelen–Kempen \| Kevelaer ehem. Meterspur nach Straelen–Kempen \| \| \| \| \| \| \| \| 88,6 \| Wetten \| Wetten \| \| \| 83,6 \| Geldern \| Geldern \| \| \| \| ehem. Strecke Venlo–Haltern \| \| \| \| \| ehem. Strecke Geldern–Meerbeck \| \| \| \| 80,3 \| Vernum (Bk) \| Vernum (Bk) \| \| \| 76,3 \| Nieukerk \| Nieukerk \| \| \| 72,7 \| Aldekerk (Hp Bk) \| Aldekerk (Hp Bk) \| \| \| 68,4 \| St Hubert-Vösch (Bk, ehem. Hp) \| St Hubert-Vösch (Bk, ehem. Hp) \| \| \| \| \| \| \| \| \| ehem. Meterspur von Kevelaer über Straelen \| \| \| \| \| \| \| \| \| \| ehem. Strecke von Krefeld-Hüls \| \| \| \| 65,0 \| Kempen (Niederrhein) \| Kempen (Niederrhein) \| \| \| \| ehem. Strecke nach Venlo \| \| \| \| \| ehem. Strecke nach Süchtelnvorst \| \| \| \| 59,0 \| Benrad-St Tönis Ø \| Benrad-St Tönis Ø \| \| \| \| Strecken von St. Tönis bzw. Hüls \| \| \| \| \| Hauptstrecke von Mönchengladbach \| \| \| \| \| Anschlussstrecke von Krefeld Stahlwerk \| \| \| \| \| Krefeld Süd \| \| \| \| 53,6 \| Krefeld Hbf \| Krefeld Hbf \| \| \| \| U70, U76 nach Krefeld-Innenstadt \| \| \| \| \| ursprüngliche direkte Trasse \| \| \| \| \| ursprüngliche Trasse nach Duisburg \| \| \| \| \| Dießem \| \| \| \| \| Königshof \| \| \| \| \| Fischeln \| \| \| \| \| Grundend \| \| \| \| 51,5 \| Krefeld Gbf \| Krefeld Gbf \| \| \| \| Kriba (Anst) \| \| \| \| 50,5 \| Krefeld-Oppum \| Krefeld-Oppum \| \| \| \| Hauptstrecke nach Duisburg \| \| \| \| \| Güterstrecke nach Krefeld-Linn \| \| \| \| \| Güterstrecke von Duisburg \| \| \| \| 49,1 \| Krefeld-Lohbruch (Abzw) \| Krefeld-Lohbruch (Abzw) \| \| \| \| A 44 \| \| \| \| \| Meerbusch-Görgesheide \| \| \| \| \| U70, U74, U76 nach Düsseldorf-Innenstadt \| \| \| \| \| ursprüngliche direkte Trasse \| \| \| \| 43,2 \| Meerbusch-Osterath \| Meerbusch-Osterath \| \| \| \| A 57 \| \| \| \| \| A 52 \| \| \| \| 37,1+0,037,0+1874,5 \| \| \| \| \| 37,0+1605 \| Weißenberg (Abzw) \| Weißenberg (Abzw) \| \| \| \| \| \| \| \| \| Hauptstrecke von Düsseldorf \| \| \| \| \| S-Bahn-Strecke von Düsseldorf \| \| \| \| \| Neuss Gbf \| \| \| \| 36,2 \| Neuss Hbf (Inselbahnhof) \| Neuss Hbf (Inselbahnhof) \| \| \| \| \| \| \| \| \| Strecke nach Kaarst \| \| \| \| \| Hauptstrecke nach Mönchengladbach \| \| \| \| \| \| \| \| \| \| Strecke nach Bedburg \| \| \| \| \| \| \| \| \| 34,4 \| Neuss Nordkanal (Abzw) \| Neuss Nordkanal (Abzw) \| \| \| 33,7 \| Neuss Süd \| Neuss Süd \| \| \| \| A 57 \| \| \| \| 29,8 \| Norf \| Norf \| \| \| 27,0 \| Neuss Allerheiligen \| Neuss Allerheiligen \| \| \| 24,3 \| Nievenheim \| Nievenheim \| \| \| \| nach Zons \| \| \| \| \| A 57 \| \| \| \| 20,8 \| Dormagen \| 43 m \| \| \| \| Anschlussstrecke Chempark Dormagen \| \| \| \| 17,7 \| Dormagen Chempark \| Dormagen Chempark \| \| \| \| Beginn S-Bahn-Strecke (niveaufrei) \| \| \| \| 14,8 14,8 \| Köln-Worringen \| Köln-Worringen \| \| \| \| S-Bahn-Tunnel Köln-Kreuzberg (1992 m) \| \| \| \| 13,614,7 \| Kilometersprung \| Kilometersprung \| \| \| \| \| \| \| \| 12,9 \| Köln-Blumenberg \| Köln-Blumenberg \| \| \| 12,6 \| S-Bahn-Tunnel Köln-Chorweiler (2238 m) \| S-Bahn-Tunnel Köln-Chorweiler (2238 m) \| \| \| 11,6 \| Köln-Chorweiler Nord \| Köln-Chorweiler Nord \| \| \| 11,0 00,0 \| Weiler \| Weiler \| \| \| 10,6 \| Köln-Chorweiler (Stadtbahn) \| Köln-Chorweiler (Stadtbahn) \| \| \| 10,3 \| \| \| \| \| 9,9 \| Köln Volkhovener Weg \| Köln Volkhovener Weg \| \| \| \| Beginn Güterstrecke (niveaugleich) \| \| \| \| 9,0 09,0 \| Ende S-Bahn-Strecke (niveaufrei) \| Ende S-Bahn-Strecke (niveaufrei) \| \| \| \| A 1 \| \| \| \| 7,8 07,8 \| Köln-Longerich \| Köln-Longerich \| \| \| 6,1 06,1 \| Köln–Frechen \| Köln–Frechen \| \| \| 4,8 00,0 \| Köln-Nippes Gbf \| Köln-Nippes Gbf \| \| \| \| urspr. Trasse (1855–1859) Kempener Str. \| \| \| \| 3,5 \| Köln Geldernstraße/Parkgürtel (Stadtbahn) \| Köln Geldernstraße/Parkgürtel (Stadtbahn) \| \| \| 3,1 03,0 \| Köln Etzelstraße (Abzw, niveaugleich) \| Köln Etzelstraße (Abzw, niveaugleich) \| \| \| 2,5 \| Köln-Nippes Wendeanlage (Bft) \| Köln-Nippes Wendeanlage (Bft) \| \| \| 2,3 02,3 \| Köln-Nippes Pbf \| Köln-Nippes Pbf \| \| \| \| Köln-Nippes (Abzw) \| \| \| \| \| Güterstrecke nach Köln-Ehrenfeld \| \| \| \| \| Güterstrecke nach Köln West \| \| \| \| \| Strecke von Bonn, Strecke von Aachen \| \| \| \| \| Köln Hansaring Wendeanlage \| \| \| \| 0,8 \| Köln Hansaring (Stadtbahn) \| Köln Hansaring (Stadtbahn) \| \| \| 0,9 00,0 \| Köln Hbf \| Köln Hbf \| \| \| 0,0 00,0 \| Cöln Crefelder Bf \| Cöln Crefelder Bf \| \| \| \| nach Köln Messe/Deutz \| \| \| \| \| \| \| \| Quellen: [1][2] \| \| \| \| | |                                               |                                               |
| | | Strecke von Arnhem                            |                                               |
| Bahnhof · Kopfbahnhof Streckenanfang (Strecke außer Betrieb) | 15,0 | Nijmegen                                      | Nijmegen                                      |
| Abzweig geradeaus und nach rechts · Strecke (außer Betrieb) | | Strecke nach Tilburg                          | Strecke nach Tilburg                          |
| Haltepunkt / Haltestelle · Strecke (außer Betrieb) | | Nijmegen Heyendaal                            | Nijmegen Heyendaal                            |
| Strecke · Haltepunkt / Haltestelle (Strecke außer Betrieb) | 10,1 | ’t Heilig Land                                | ’t Heilig Land                                |
| Strecke nach rechts · Strecke (außer Betrieb) | | Maaslinie nach Venlo                          | Maaslinie nach Venlo                          |
| Bahnhof (Strecke außer Betrieb) | 3,0 | Groesbeek                                     | Groesbeek                                     |
| Grenze (Strecke außer Betrieb) | 0,0131,0 | Staatsgrenze Niederlande/Deutschland          | Staatsgrenze Niederlande/Deutschland          |
| Bahnhof (Strecke außer Betrieb) | 129,3 | Kranenburg                                    | Kranenburg                                    |
| Haltepunkt / Haltestelle (Strecke außer Betrieb) | 125,0 | Nütterden                                     | Nütterden                                     |
| Haltepunkt / Haltestelle (Strecke außer Betrieb) | 122,3 | Donsbrüggen                                   | Donsbrüggen                                   |
| Haltepunkt / Haltestelle (Strecke außer Betrieb) | 120,4 | Cleve Tiergarten                              | Cleve Tiergarten                              |
| Abzweig geradeaus und von links (Strecke außer Betrieb) | | ehem. Trajekt von Elten                       | ehem. Trajekt von Elten                       |
| Kopfbahnhof Strecke bis hier außer Betrieb | 118,4 | Kleve                                         | Kleve                                         |
| Abzweig geradeaus und ehemals nach links | | ehem. Niederrheinstrecke nach Duisburg        | ehem. Niederrheinstrecke nach Duisburg        |
| Bahnhof | 114,1 | Bedburg-Hau                                   | Bedburg-Hau                                   |
| ehemaliger Haltepunkt / Haltestelle | 109,5 | Pfalzdorf                                     | Pfalzdorf                                     |
| Abzweig geradeaus und ehemals von rechts | | ehem. Boxteler Bahn von Boxtel                | ehem. Boxteler Bahn von Boxtel                |
| Bahnhof | 105,5 | Goch                                          | Goch                                          |
| Abzweig geradeaus und ehemals nach links | | ehem. Boxteler Bahn nach Büderich             | ehem. Boxteler Bahn nach Büderich             |
| Bahnhof | 98,6 | Weeze                                         | Weeze                                         |
| | |                                               |                                               |
| Kopfbahnhof (Strecke außer Betrieb) · Bahnhof | 92,5 | Kevelaer ehem. Meterspur nach Straelen–Kempen | Kevelaer ehem. Meterspur nach Straelen–Kempen |
| | |                                               |                                               |
| ehemaliger Bahnhof | 88,6 | Wetten                                        | Wetten                                        |
| Bahnhof | 83,6 | Geldern                                       | Geldern                                       |
| Kreuzung geradeaus oben und rechts (Querstrecke außer Betrieb) | | ehem. Strecke Venlo–Haltern                   | ehem. Strecke Venlo–Haltern                   |
| Abzweig geradeaus und ehemals nach links | | ehem. Strecke Geldern–Meerbeck                | ehem. Strecke Geldern–Meerbeck                |
| Blockstelle | 80,3 | Vernum (Bk)                                   | Vernum (Bk)                                   |
| Bahnhof | 76,3 | Nieukerk                                      | Nieukerk                                      |
| Haltepunkt / Haltestelle | 72,7 | Aldekerk (Hp Bk)                              | Aldekerk (Hp Bk)                              |
| Blockstelle | 68,4 | St Hubert-Vösch (Bk, ehem. Hp)                | St Hubert-Vösch (Bk, ehem. Hp)                |
| | |                                               |                                               |
| Strecke von halbrechts (außer Betrieb) · Strecke | | ehem. Meterspur von Kevelaer über Straelen    | ehem. Meterspur von Kevelaer über Straelen    |
| | |                                               |                                               |
| Strecke (außer Betrieb) · Abzweig geradeaus und ehemals nach links · Abzweig von links und von rechts (Strecke außer Betrieb) | | ehem. Strecke von Krefeld-Hüls                | ehem. Strecke von Krefeld-Hüls                |
| Kopfbahnhof Streckenende (Strecke außer Betrieb) · Bahnhof · Bahnhof (Strecke außer Betrieb) | 65,0 | Kempen (Niederrhein)                          | Kempen (Niederrhein)                          |
| Abzweig geradeaus und ehemals nach rechts · Strecke (außer Betrieb) | | ehem. Strecke nach Venlo                      | ehem. Strecke nach Venlo                      |
| Kreuzung (Querstrecke außer Betrieb) · Strecke nach rechts (außer Betrieb) | | ehem. Strecke nach Süchtelnvorst              | ehem. Strecke nach Süchtelnvorst              |
| ehemaliger Bahnhof | 59,0 | Benrad-St Tönis Ø                             | Benrad-St Tönis Ø                             |
| Abzweig quer, von links und von rechts · Strecke quer · Kreuzung geradeaus oben · Strecke quer · Abzweig quer und ehemals von links | | Strecken von St. Tönis bzw. Hüls              | Strecken von St. Tönis bzw. Hüls              |
| Kreuzung geradeaus unten · Strecke nach halblinks und von rechts · Verschwenkung nach links · Strecke (außer Betrieb) | | Hauptstrecke von Mönchengladbach              | Hauptstrecke von Mönchengladbach              |
| Kreuzung geradeaus unten · Abzweig geradeaus und von rechts · Strecke · Strecke (außer Betrieb) | | Anschlussstrecke von Krefeld Stahlwerk        | Anschlussstrecke von Krefeld Stahlwerk        |
| Kopfbahnhof Streckenende · Strecke · Strecke · Kopfbahnhof Streckenende (Strecke außer Betrieb) | | Krefeld Süd                                   | Krefeld Süd                                   |
| Bahnhof · Bahnhof | 53,6 | Krefeld Hbf                                   | Krefeld Hbf                                   |
| U-Bahn-Strecke von links · Kreuzung mit U-Bahn geradeaus oben und rechts · Kreuzung mit U-Bahn geradeaus oben und links | | U70, U76 nach Krefeld-Innenstadt              | U70, U76 nach Krefeld-Innenstadt              |
| U-Bahn-Abzweig mit Eisenbahn geradeaus und ehemals von links · Abzweig geradeaus und ehemals nach rechts · Strecke | | ursprüngliche direkte Trasse                  | ursprüngliche direkte Trasse                  |
| U-Bahn-Strecke · Strecke · Abzweig geradeaus und ehemals nach links | | ursprüngliche Trasse nach Duisburg            | ursprüngliche Trasse nach Duisburg            |
| U-Bahn-Haltepunkt / Haltestelle · Strecke · Strecke | | Dießem                                        | Dießem                                        |
| U-Bahn-Haltepunkt / Haltestelle · Strecke · Strecke | | Königshof                                     | Königshof                                     |
| U-Bahn-Haltepunkt / Haltestelle · Strecke · Strecke | | Fischeln                                      | Fischeln                                      |
| U-Bahn-Haltepunkt / Haltestelle · Strecke · Strecke | | Grundend                                      | Grundend                                      |
| U-Bahn-Strecke · ehemaliger Dienststation / Betriebs- oder Güterbahnhof · ehemaliger Dienststation / Betriebs- oder Güterbahnhof | 51,5 | Krefeld Gbf                                   | Krefeld Gbf                                   |
| U-Bahn-Strecke · Blockstelle · Strecke | | Kriba (Anst)                                  | Kriba (Anst)                                  |
| U-Bahn-Strecke · Strecke · Bahnhof | 50,5 | Krefeld-Oppum                                 | Krefeld-Oppum                                 |
| U-Bahn-Strecke · Strecke · Abzweig geradeaus und nach links | | Hauptstrecke nach Duisburg                    | Hauptstrecke nach Duisburg                    |
| U-Bahn-Strecke · Strecke nach links · Kreuzung geradeaus unten | | Güterstrecke nach Krefeld-Linn                | Güterstrecke nach Krefeld-Linn                |
| U-Bahn-Strecke · Abzweig geradeaus und von links | | Güterstrecke von Duisburg                     | Güterstrecke von Duisburg                     |
| U-Bahn-Strecke · Blockstelle | 49,1 | Krefeld-Lohbruch (Abzw)                       | Krefeld-Lohbruch (Abzw)                       |
| U-Bahn-Strecke mit Straßenbrücke · Strecke mit Straßenbrücke | | A 44                                          | A 44                                          |
| U-Bahn-Haltepunkt / Haltestelle · Strecke | | Meerbusch-Görgesheide                         | Meerbusch-Görgesheide                         |
| Abzweig mit U-Bahn ehemals geradeaus und nach links · U-Bahn-Strecke quer · Kreuzung mit U-Bahn geradeaus unten | | U70, U74, U76 nach Düsseldorf-Innenstadt      | U70, U74, U76 nach Düsseldorf-Innenstadt      |
| Strecke nach links (außer Betrieb) · Strecke quer · Strecke nach halblinks und von rechts · Verschwenkung nach rechts | | ursprüngliche direkte Trasse                  | ursprüngliche direkte Trasse                  |
| Bahnhof | 43,2 | Meerbusch-Osterath                            | Meerbusch-Osterath                            |
| Strecke mit Straßenbrücke | | A 57                                          | A 57                                          |
| Strecke mit Straßenbrücke | | A 52                                          | A 52                                          |
| Kilometer-Wechsel | 37,1+0,037,0+1874,5 |                                               |                                               |
| Blockstelle | 37,0+1605 | Weißenberg (Abzw)                             | Weißenberg (Abzw)                             |
| Strecke von links · Strecke quer · Strecke nach rechts und von halblinks · Verschwenkung von rechts | |                                               |                                               |
| Abzweig geradeaus und von links · Abzweig quer und von links · Kreuzung geradeaus oben und links · Abzweig quer und von links | | Hauptstrecke von Düsseldorf                   | Hauptstrecke von Düsseldorf                   |
| Strecke · Abzweig geradeaus und von links · Kreuzung geradeaus oben · Kreuzung geradeaus oben | | S-Bahn-Strecke von Düsseldorf                 | S-Bahn-Strecke von Düsseldorf                 |
| Dienststation / Betriebs- oder Güterbahnhof · Strecke · Strecke · Strecke | | Neuss Gbf                                     | Neuss Gbf                                     |
| Strecke · Bahnhof mit S-Bahn-Halt · Bahnhof · Bahnhof | 36,2 | Neuss Hbf (Inselbahnhof)                      | Neuss Hbf (Inselbahnhof)                      |
| Strecke · Strecke | |                                               |                                               |
| Kreuzung geradeaus oben · Abzweig geradeaus und nach rechts · Strecke · Strecke | | Strecke nach Kaarst                           | Strecke nach Kaarst                           |
| Kreuzung geradeaus oben · Strecke nach rechts · Strecke · Strecke | | Hauptstrecke nach Mönchengladbach             | Hauptstrecke nach Mönchengladbach             |
| Abzweig geradeaus und nach links · Abzweig von links und von rechts · Abzweig geradeaus und nach rechts · Strecke | |                                               |                                               |
| Abzweig quer und nach rechts · Kreuzung geradeaus oben · Abzweig quer, nach rechts und von links · Strecke nach rechts | | Strecke nach Bedburg                          | Strecke nach Bedburg                          |
| Verschwenkung nach links · Verschwenkung nach rechts | |                                               |                                               |
| Blockstelle | 34,4 | Neuss Nordkanal (Abzw)                        | Neuss Nordkanal (Abzw)                        |
| S-Bahn-Halt | 33,7 | Neuss Süd                                     | Neuss Süd                                     |
| Strecke mit Straßenbrücke | | A 57                                          | A 57                                          |
| S-Bahnhof | 29,8 | Norf                                          | Norf                                          |
| S-Bahn-Halt | 27,0 | Neuss Allerheiligen                           | Neuss Allerheiligen                           |
| S-Bahnhof | 24,3 | Nievenheim                                    | Nievenheim                                    |
| Abzweig geradeaus und nach links | | nach Zons                                     | nach Zons                                     |
| Strecke mit Straßenbrücke | | A 57                                          | A 57                                          |
| Bahnhof mit S-Bahn-Halt | 20,8 | Dormagen                                      | 43 m                                          |
| Abzweig geradeaus und nach links | | Anschlussstrecke Chempark Dormagen            | Anschlussstrecke Chempark Dormagen            |
| S-Bahn-Halt | 17,7 | Dormagen Chempark                             | Dormagen Chempark                             |
| Verschwenkung von links · Verschwenkung von rechts | | Beginn S-Bahn-Strecke (niveaufrei)            | Beginn S-Bahn-Strecke (niveaufrei)            |
| Dienststation / Betriebs- oder Güterbahnhof · S-Bahnhof | 14,8 14,8 | Köln-Worringen                                | Köln-Worringen                                |
| Strecke · Tunnelanfang | | S-Bahn-Tunnel Köln-Kreuzberg (1992 m)         | S-Bahn-Tunnel Köln-Kreuzberg (1992 m)         |
| Strecke · Kilometer-Wechsel (im Tunnel) | 13,614,7 | Kilometersprung                               | Kilometersprung                               |
| Strecke · Tunnelende | |                                               |                                               |
| Strecke · S-Bahn-Halt | 12,9 | Köln-Blumenberg                               | Köln-Blumenberg                               |
| Strecke · Tunnelanfang | 12,6 | S-Bahn-Tunnel Köln-Chorweiler (2238 m)        | S-Bahn-Tunnel Köln-Chorweiler (2238 m)        |
| Strecke · S-Bahnhof (im Tunnel) | 11,6 | Köln-Chorweiler Nord                          | Köln-Chorweiler Nord                          |
| ehemaliger Haltepunkt / Haltestelle · Strecke (im Tunnel) | 11,0 00,0 | Weiler                                        | Weiler                                        |
| Strecke · S-Bahn-Halt (im Tunnel) · U-Bahn-Kopfbahnhof Streckenanfang und quer (im Tunnel) | 10,6 | Köln-Chorweiler (Stadtbahn)                   | Köln-Chorweiler (Stadtbahn)                   |
| Strecke · Tunnelende | 10,3 |                                               |                                               |
| Strecke · S-Bahn-Halt | 9,9 | Köln Volkhovener Weg                          | Köln Volkhovener Weg                          |
| Strecke von links · Abzweig geradeaus und nach rechts · Strecke | | Beginn Güterstrecke (niveaugleich)            | Beginn Güterstrecke (niveaugleich)            |
| Strecke · Abzweig geradeaus und von links · Strecke nach rechts | 9,0 09,0 | Ende S-Bahn-Strecke (niveaufrei)              | Ende S-Bahn-Strecke (niveaufrei)              |
| Strecke mit Straßenbrücke · Strecke mit Straßenbrücke | | A 1                                           | A 1                                           |
| Dienststation / Betriebs- oder Güterbahnhof · Bahnhof mit S-Bahn-Halt | 7,8 07,8 | Köln-Longerich                                | Köln-Longerich                                |
| Kreuzung geradeaus oben · Kreuzung geradeaus oben | 6,1 06,1 | Köln–Frechen                                  | Köln–Frechen                                  |
| Dienststation / Betriebs- oder Güterbahnhof · Strecke | 4,8 00,0 | Köln-Nippes Gbf                               | Köln-Nippes Gbf                               |
| Strecke · Abzweig geradeaus und ehemals nach links · Strecke quer (außer Betrieb) · Strecke von rechts (außer Betrieb) | | urspr. Trasse (1855–1859) Kempener Str.       | urspr. Trasse (1855–1859) Kempener Str.       |
| Kreuzung mit U-Bahn mit Tunnelstrecke · S-Bahn-Turmhaltepunkt mit U-Bahn geradeaus oben · Strecke (außer Betrieb) | 3,5 | Köln Geldernstraße/Parkgürtel (Stadtbahn)     | Köln Geldernstraße/Parkgürtel (Stadtbahn)     |
| Strecke (außer Betrieb) | 3,1 03,0 | Köln Etzelstraße (Abzw, niveaugleich)         | Köln Etzelstraße (Abzw, niveaugleich)         |
| Strecke · Strecke · Dienststation / Betriebs- oder Güterbahnhof · Strecke (außer Betrieb) | 2,5 | Köln-Nippes Wendeanlage (Bft)                 | Köln-Nippes Wendeanlage (Bft)                 |
| Strecke · Strecke · S-Bahnhof · Strecke (außer Betrieb) | 2,3 02,3 | Köln-Nippes Pbf                               | Köln-Nippes Pbf                               |
| Blockstelle · Strecke · Strecke · Strecke (außer Betrieb) | | Köln-Nippes (Abzw)                            | Köln-Nippes (Abzw)                            |
| Abzweig geradeaus und nach rechts · Strecke · Strecke · Strecke (außer Betrieb) | | Güterstrecke nach Köln-Ehrenfeld              | Güterstrecke nach Köln-Ehrenfeld              |
| Strecke nach rechts · Strecke · Strecke · Strecke (außer Betrieb) | | Güterstrecke nach Köln West                   | Güterstrecke nach Köln West                   |
| Abzweig geradeaus und von rechts · Abzweig geradeaus und von rechts · Strecke (außer Betrieb) | | Strecke von Bonn, Strecke von Aachen          | Strecke von Bonn, Strecke von Aachen          |
| Strecke · Dienststation / Betriebs- oder Güterbahnhof · Strecke (außer Betrieb) | | Köln Hansaring Wendeanlage                    | Köln Hansaring Wendeanlage                    |
| Kreuzung mit U-Bahn geradeaus oben · S-Bahn-Turmhaltepunkt mit U-Bahn geradeaus oben · Strecke (außer Betrieb) | 0,8 | Köln Hansaring (Stadtbahn)                    | Köln Hansaring (Stadtbahn)                    |
| Bahnhof · S-Bahnhof · Strecke (außer Betrieb) | 0,9 00,0 | Köln Hbf                                      | Köln Hbf                                      |
| Strecke · Strecke · Kopfbahnhof Streckenende (Strecke außer Betrieb) | 0,0 00,0 | Cöln Crefelder Bf                             | Cöln Crefelder Bf                             |
| | | nach Köln Messe/Deutz                         |                                               |
| | |                                               |                                               |
| Quellen: | |                                               |                                               |

Die Linksniederrheinische Strecke ist eine Eisenbahnstrecke am unteren Niederrhein von Köln über Kranenburg nach Nijmegen (Niederlande). Im Verzeichnis örtlich zulässiger Geschwindigkeiten (VzG) wird sie unter der Streckennummer 2610 geführt.
Die Linksniederrheinische Strecke lässt sich in mehrere Abschnitte unterteilen. Der südliche Abschnitt umfasst die 55 Kilometer lange elektrifizierte zweigleisige Hauptbahn von Köln über Neuss nach Krefeld. Daran schließt der 65 Kilometer lange nicht elektrifizierte Abschnitt von Krefeld über Geldern nach Kleve an. Bis Geldern ist die Strecke zweigleisig. Der rund 28 Kilometer lange Abschnitt zwischen Kleve und Nijmegen wurde 1999 stillgelegt, zwischen Kleve und Groesbeek wird er noch für Draisinen im Freizeitverkehr genutzt. Auf dem Abschnitt zwischen dem Segelflugplatz Malden und Nijmegen verläuft die zweigleisige Maaslinie direkt neben dem stillgelegten Gleis der linksniederrheinischen Strecke.
Zwischen Köln und Neuss befährt die Linie S 11 der S-Bahn Köln die Strecke. Im Kölner Stadtgebiet verfügt sie dabei mit der VzG-Strecke 2620 teils über eigene Vorortgleise. Im Bereich des Kölner Stadtbezirks Chorweiler verläuft die S-Bahn-Strecke östlich abseits der Fernbahn.

## Geschichte

### Abschnitt Köln–Kleve

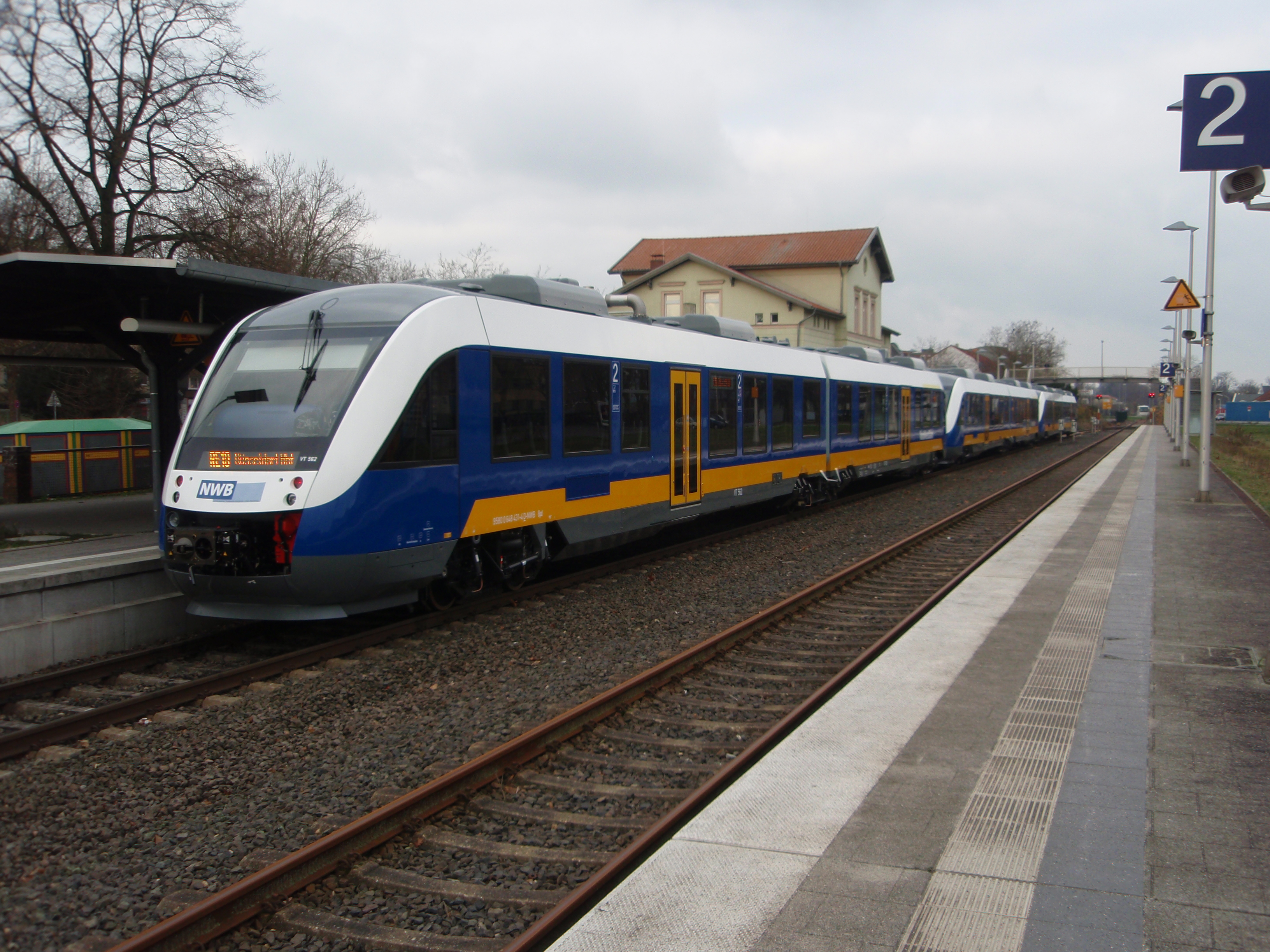
RE 10 in Kleve

Die Linksniederrheinische Strecke wurde von der Cöln-Crefelder Eisenbahn-Gesellschaft (CCE) am 15. November 1855 zwischen Köln und Neuss in Betrieb genommen und am 26. Januar 1856 auf dem direkten Weg über Fischeln bis Krefeld verlängert, dieser wird seit 1898 von der K-Bahn, der heutigen Stadtbahnlinie U76 genutzt. Erst am 23. August 1866 wurde die jetzige Trasse über Krefeld-Oppum eröffnet. Nachdem die Rheinische Eisenbahn-Gesellschaft (RhE) mit Vertrag vom 11. November 1859 die Cöln-Crefelder Eisenbahn-Gesellschaft und deren Strecke von Köln bis Krefeld am 1. Juli 1860 übernommen hatte, war die Voraussetzung für die Verlängerung der Linksrheinischen Strecke nach Norden mit einem Anschluss an das niederländische Eisenbahnnetz und die niederländischen Häfen geschaffen. Der Abschnitt nach Kleve wurde am 1. März 1863 eröffnet.
Im Zuge des Ausbauprogramms für das Netz der Deutschen Bundesbahn von 1970 war vorgesehen, eine über mehrere Jahrzehnte freigehaltene, aber nicht bebaute Trasse zwischen der Strecke und der westlichen Einführung in den Hauptbahnhof Köln zu nutzen. Für Züge aus dem Ruhrgebiet, die über Köln Hauptbahnhof auf die Neubaustrecke Köln–Groß-Gerau und weiter nach Süddeutschland fahren würden, sollte damit ein Fahrtrichtungswechsel in Köln entfallen.

### Abschnitt Kleve–Niederlande

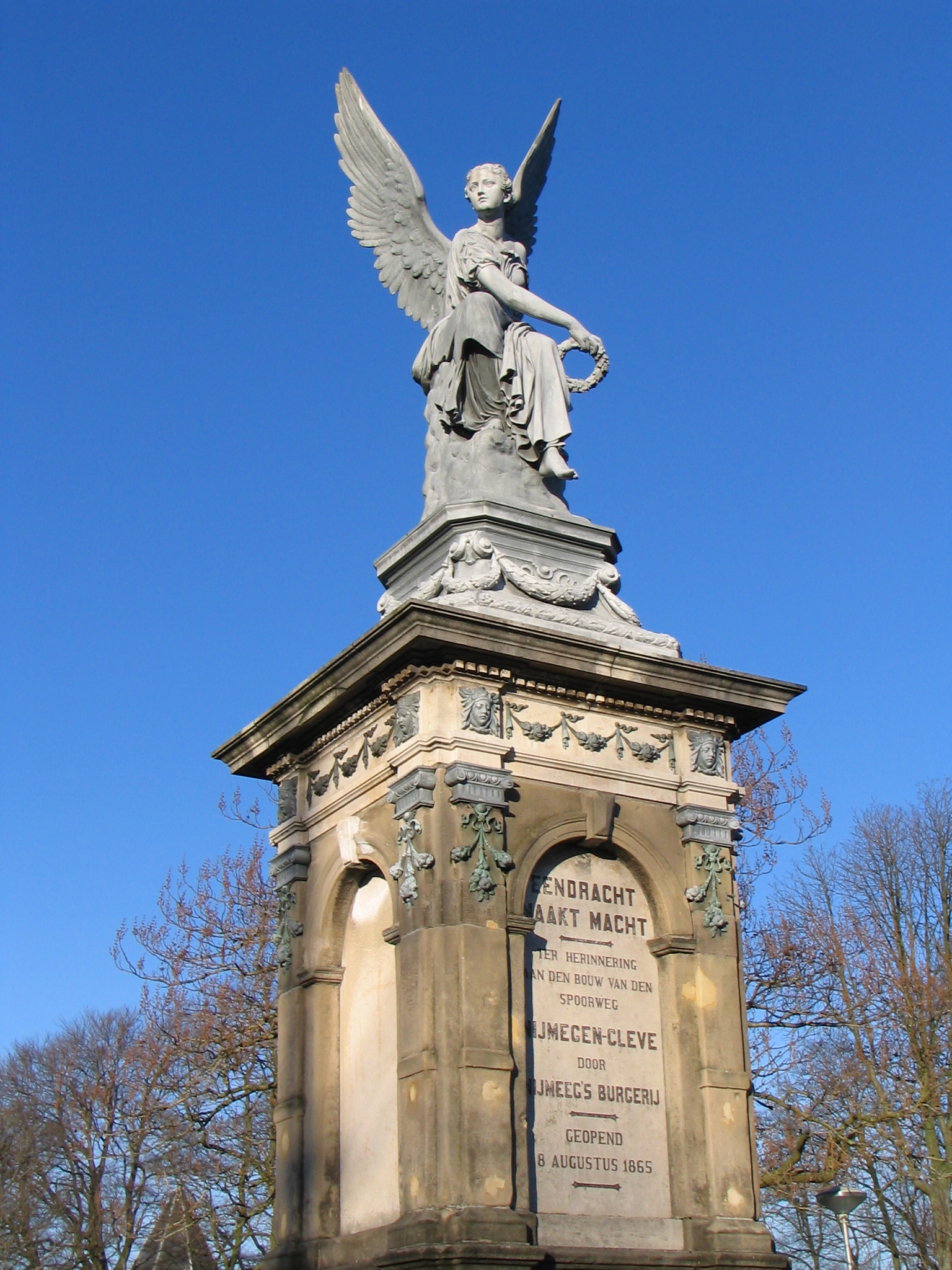
Eisenbahndenkmal in Nijmegen (1884)

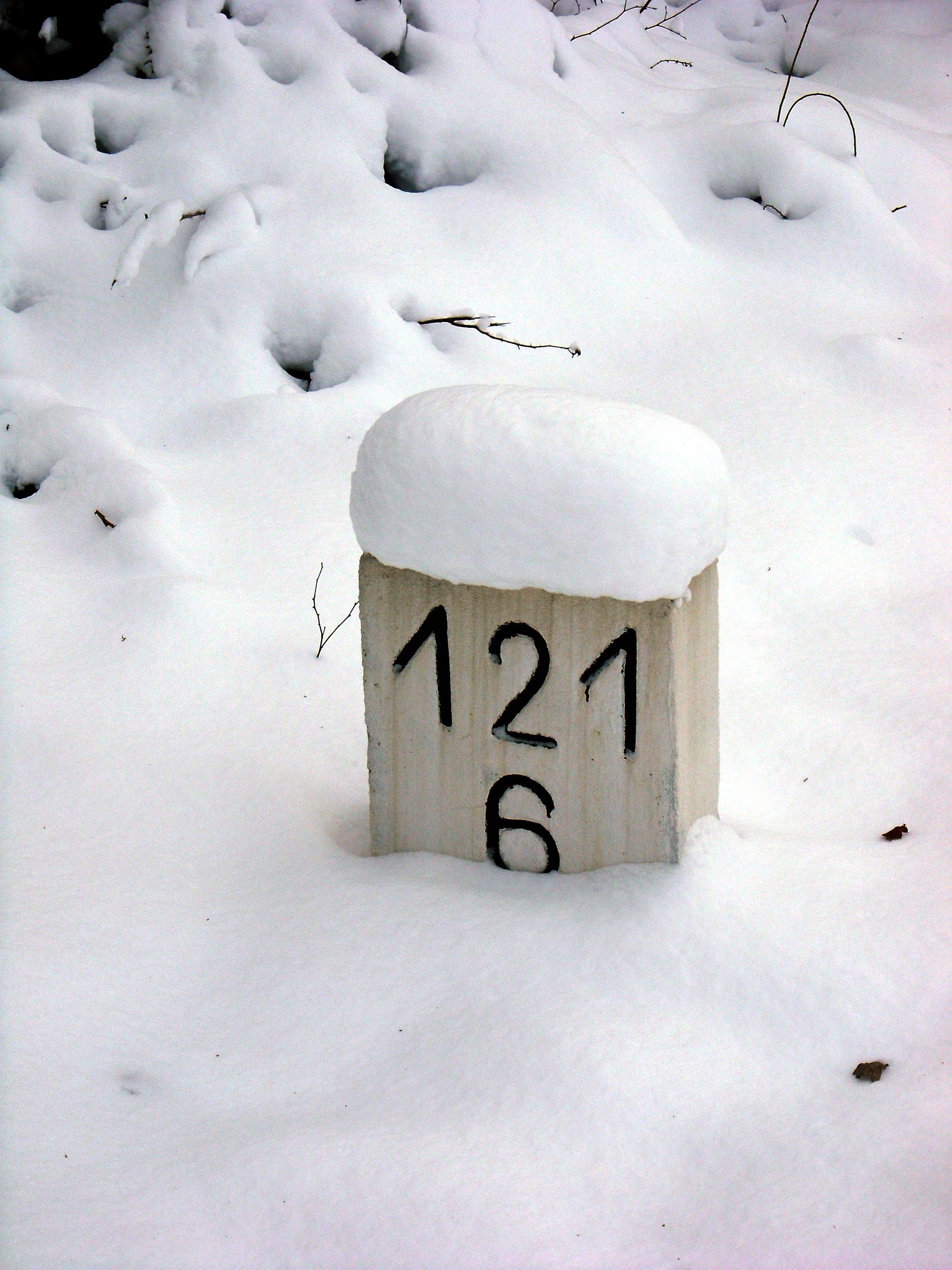
Kranenburg–Kleve, Donsbrüggen, Kilometer 121,6

Von größerer Bedeutung war die am 19. April 1865 für den Güterverkehr und am 21. April 1865 für den Personenverkehr eröffnete zehn Kilometer lange Weiterführung über die Griethausener Eisenbahnbrücke, den Trajekt Spyck–Welle und Elten bis zur niederländischen Grenze. Dazu hatte die Nederlandsche Rhijnspoorweg-Maatschappij (NRS), die bereits eine Bahnstrecke von Rotterdam und Amsterdam über Utrecht und Arnhem bis zur niederländisch-deutschen Grenze betrieb, die RhE ermuntert. Dort hatte sie seit 1856 Anschluss an die Cöln-Mindener Eisenbahn von Emmerich nach Oberhausen (Hollandstrecke). Der Cöln-Mindener Eisenbahn fehlten aber Verbindungen nach Süddeutschland, nach Österreich und in die Schweiz.
Dieser Umstand veranlasste die NRS mit der RhE, die inzwischen über Bingen einen Anschluss an das süddeutsche Netz hatte, über eine Bahnverbindung via Kleve zu sprechen. Der Versuch beider Gesellschaften, bei der holländischen Regierung zu Gunsten der RhE eine Konzession für den Bau einer Strecke ab Kleve über Nijmegen nach Arnhem zu erreichen, scheiterte an der grundsätzlichen Einstellung der niederländischen Regierung. Selbst das Angebot der RhE, auf eigene Kosten die großen Brücken über die Waal und den Rhein zu bauen, führte zu keinem Ergebnis. Vermutlich stand für die niederländische Regierung der Schutz der eigenen Rheinschifffahrt im Vordergrund und die Tatsache, dass die NRS überwiegend von englischem Kapital kontrolliert wurde, war damals für die Förderung des Antrags auf eine weitere Eisenbahnverbindung hinderlich.
Bis zur Verstaatlichung der RhE (1880) lief der gesamte Güter- und Personenverkehr der RhE zu den niederländischen Nordsee-Häfen über Kleve–Zevenaar. Im Jahr 1912 wurde der Trajektverkehr eingestellt und die Gleisrampen auf beiden Ufern abgebaut. Die Fahrgäste wurden mit einem Dampfboot übergesetzt. Während des Ersten Weltkrieges wurde der Zugbetrieb auf zwei Zugpaare reduziert. Nach Kriegsende kündigten die Nederlandse Spoorwegen (NS) den Vertrag und die Deutsche Reichsbahn-Gesellschaft (DRG) betrieb den Zug- und Fährdienst noch bis zum 31. August 1926. Um 1930 wurden auf der rechten Rheinseite die Gleise der Strecke Welle–Elten abgebaut. Dagegen wurde linksrheinisch der Personenverkehr noch bis 1960 und der Güterverkehr zu einer in Spyck direkt am Rhein liegenden Ölmühle noch bis 1987 durchgeführt. 1987 wurde auch dieser Streckenabschnitt stillgelegt.
Ab 9. September 1865 wurde eine weitere Verbindung von Kleve nach Nijmegen in Betrieb genommen. An das niederländische Bahnnetz wurde Nijmegen erst 1879 angeschlossen. Ab dem 18. September 1965 wurde auf dem Abschnitt zwischen Kleve und der Landesgrenze statt zweigleisig nur noch eingleisig gefahren, seit 1979 auch auf dem niederländischen Abschnitt. Auf der Strecke nach Nijmegen verkehrten seit 1988 keine Fernverkehrszüge mehr, seit 1991 auch keine Nahverkehrszüge mehr. Mit dem 31. Dezember 1991 wurde der Güterverkehr Kleve–Kranenburg eingestellt. Seit 1999 ist die Strecke stillgelegt.
Bis 2000 fuhren bis Kleve noch vereinzelte Schnellzüge.
2007 erwarben die Gemeinden Groesbeek, Kranenburg und Kleve die Strecke. Seit dem 27. April 2008 wird der Abschnitt von Kleve über Kranenburg bis ins niederländische Groesbeek für einen Freizeitverkehr mit Draisinen genutzt.
Seit 2019 verläuft die Europa-Radbahn als Fahrradschnellweg entlang der Strecke zwischen Kleve und Nijmegen.

### S-Bahn
Mit Linie S 11 von Köln Hauptbahnhof bis Köln-Chorweiler wurde am 1. Juni 1975 die erste S-Bahn-Linie Kölns in Betrieb genommen. Am 22. Mai 1977 ging der Neubauabschnitt bis Köln-Chorweiler Nord in Betrieb, der im Tunnel durch Chorweiler geführt wird. Als im Juni 1985 die Verlängerung bis Köln-Worringen, wo die S-Bahn-Strecke niveaufrei in die Hauptstrecke eingefädelt wird, in Betrieb ging, wurde die S 11 bis Neuss geführt.

### Streckenkreuzungen
In West-Ost-Richtung wurde die Linksniederrheinische Strecke von inzwischen stillgelegten Bahnverbindungen in Goch, Geldern und Kempen gekreuzt. Die Noord-Brabantsch-Duitsche Spoorweg-Maatschappij (NBDS) fuhr mit ihren Fernzügen London–Berlin und London–Hamburg von Boxtel in den Niederlanden über Gennep und Goch nach Wesel (Boxteler Bahn). In Geldern kreuzte die Paris-Hamburger Bahn auf ihrem Abschnitt von Venlo über Wesel nach Hamburg, von der Köln-Mindener Eisenbahn 1874 in Betrieb genommen. In Kempen bestand ab 1867 eine Verbindung über Kaldenkirchen nach Venlo. Auch die von 1901 bis 1902 erbaute schmalspurige Geldernsche Kreisbahn, die den landwirtschaftlich genutzten Raum westlich der Staatsbahn von Kempen über Straelen bis Kevelaer erschloss, konnte nur bis 1934 bestehen.

### Zwischenfälle
Am 5. Juni 1912 kam der Kevelaerer königliche Bahnmeister Konrad Tewes ums Leben, als er auf seiner Draisine in der Nähe eines Bahnübergangs zwischen Kevelaer und Weeze von einem Schnellzug erfasst wurde. Zwischen Streckenkilometer 94,8 und 94,9 wurde ein Gedenkstein errichtet.
Am 13. August 1945 kam es bei Goch zu einem schweren Eisenbahnunfall. Die Strecke war nach Beseitigung von Schäden aus dem Zweiten Weltkrieg erst eine Woche zuvor wieder in Betrieb genommen worden. Zwei Züge stießen frontal zusammen. Die Lokomotivführer waren Niederländer, das Personal, das die Strecke sicherte, Deutsche. Ein mitgeführter älterer Wagen, der noch Holzaufbauten besaß, wurde besonders stark beschädigt. 21 Menschen starben.
Am 7. August 2010 fuhr in Geldern gegen 5.20 Uhr ein Bauzug auf abgestellte Triebwagen der Nordwestbahn auf, wobei der Triebfahrzeugführer und der Arbeitszugführer des Bauzugs leicht verletzt wurden. Ursache für die Kollision waren Fehlhandlungen des Stellwerkspersonals, das Bestimmungen der für die Bauarbeiten an der Strecke erstellten Betriebs- und Bauanweisung missachtet hatte. Ferner wurde der Unfall begünstigt durch eine fehlerhafte Arbeitsübergabe des zuvor auf den Stellwerken eingesetzten Personals. Das Eisenbahn-Bundesamt stellte fest, dass die am Unfalltag und am Vortag in Geldern eingesetzten Stellwerksmitarbeiter „teilweise erhebliche Defizite bei der sicheren Anwendung des geltenden Regelwerks hatten.“
Am 5. Dezember 2017 ereignete sich in Meerbusch-Osterath eine Zugkollision zwischen einem Güterzug und einem Personenzug.

## Bedienungsangebot

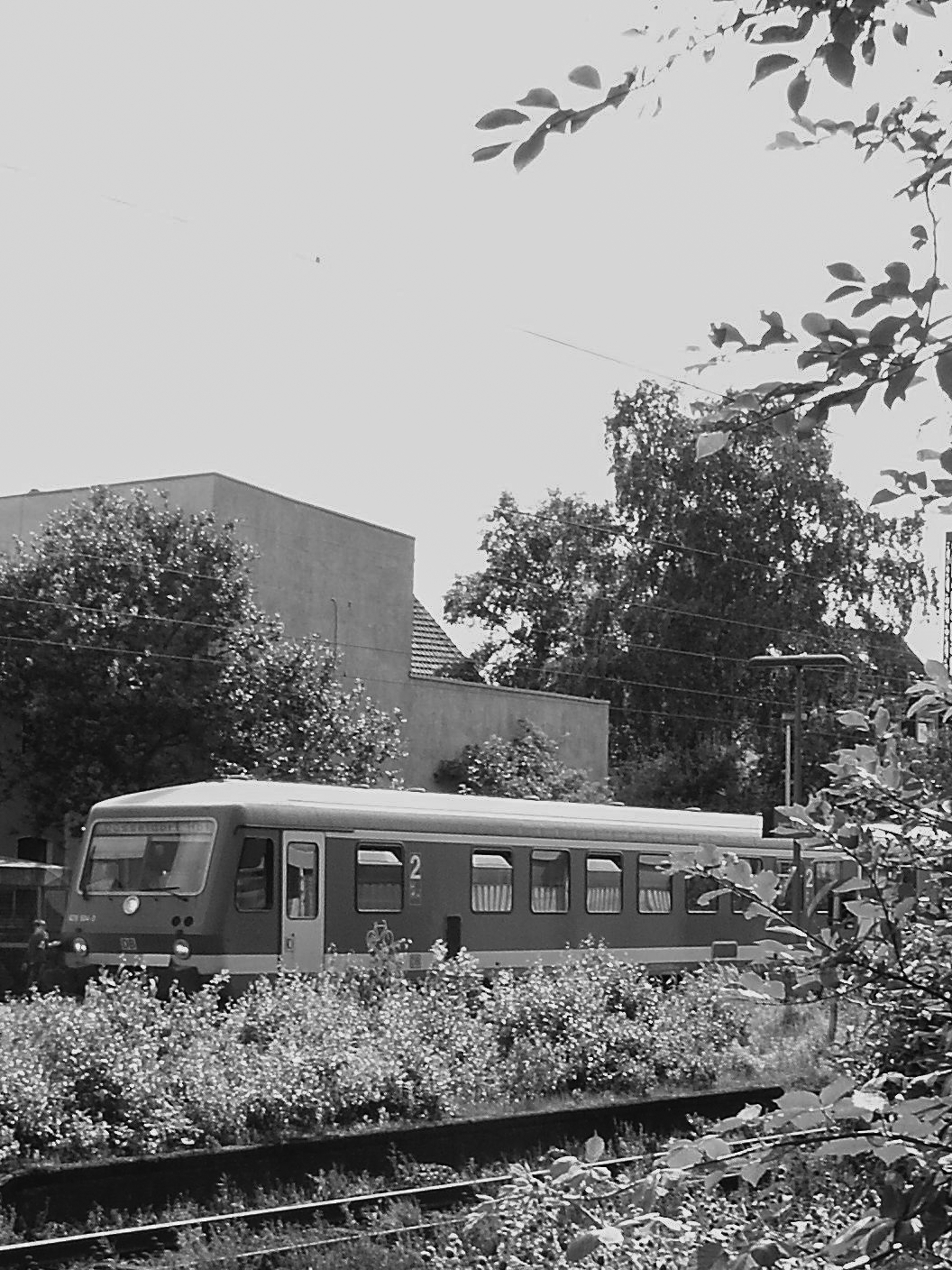
Niers-Express in Krefeld-Oppum vor der Übernahme durch die NWB

Die Linksniederrheinische Strecke wird im Personennahverkehr montags bis freitags tagsüber alle 30 Minuten und abends, an Wochenenden und Feiertagen im Stundentakt im Abschnitt Meerbusch-Osterath – Kleve vom Niers-Express (RE 10), der dann weiter bis Düsseldorf fährt, befahren. In Krefeld besteht stündlich Anschluss an den Rhein-Münsterland-Express (RE 7) Krefeld – Neuss – Köln – Wuppertal – Hagen – Hamm – Münster – Rheine. Seit Januar 2024 verkehrt wochentags zwischen Krefeld und Neuss zusätzlich die Niers-Erft-Bahn (RB 37). Da die Strecke von Kleve bis Geldern eingleisig ist, haben die Züge des Niers-Express an den fahrplanmäßigen Kreuzungsbahnhöfen Bedburg-Hau in Fahrtrichtung Krefeld fünf und in Weeze in Fahrtrichtung Krefeld zwei, sowie in Fahrtrichtung Kleve vier Minuten Aufenthalt.
Bei Stundentakt entfallen die Zugkreuzungen in Weeze. Seit dem Fahrplanwechsel am 14. Dezember 2014 wird der RE 10 aufgrund der hohen Fahrgastnachfrage jeweils montags bis freitags zusätzlich zum Halbstundentakt durch einen Verstärkerzug Kleve–Krefeld, sowie je zweimal pro Richtung zwischen Geldern und Krefeld zu einem annähernden 10/20-Takt verdichtet. Dass der Niers-Express trotz der Einstufung als Regional-Express zwischen Meerbusch-Osterath und Kleve alle Bahnhöfe bedient, ist darauf zurückzuführen, dass die ursprünglichen Regionalbahn-typischen Halte wie Pfalzdorf, Wetten, St. Hubert-Voesch oder Benrad-St. Tönis seit langer Zeit stillgelegt sind. Alle Bahnhöfe entlang der Strecke haben mindestens zwei Hauptgleise und können als Kreuzungsbahnhöfe dienen.
Durchgeführt wird der Schienenpersonennahverkehr von National Express (RE 7; Rhein-Münsterland-Express), RheinRuhrBahn (RRB) (RE 10; Niers-Express) und TRI Train Rental (TRI) (RB 37; Niers-Erft-Bahn). Für den Rhein-Münsterland-Express werden fünfteilige Triebzüge der Baureihe 442 mit einer Höchstgeschwindigkeit von 160 km/h in Doppeltraktion eingesetzt. Für den Niers-Express sind seit der Streckenübernahme durch die NordWestBahn im Dezember 2009 ausschließlich Dieseltriebzüge vom Typ LINT 41H, in Ein- bis Dreifachtraktion und mit einer Höchstgeschwindigkeit von 120 km/h, in Betrieb. Auf der Niers-Erft-Bahn werden in der Regel drei Reisezugwagen, überwiegend n-Wagen, mit verschiedenen Elektrolokomotiven eingesetzt. Die Höchstgeschwindigkeit der Wagen liegt bei 140 km/h.
Seit dem 1. Januar 2012 gilt zwischen Düsseldorf und Kleve der Tarif des Verkehrsverbundes Rhein-Ruhr.

## Modernisierung im Rahmen des Schnellläuferprogramms „Digitale Schiene Deutschland“
Im Rahmen des Schnellläuferprogramms der Digitalen Schiene Deutschland wurde die Leit- und Sicherungstechnik zwischen den Bahnhöfen Kempen (Niederrhein) und Kleve modernisiert. Die bestehenden zehn Stellwerke Kleve, Bedburg-Hau, Goch, Weeze, Kevelaer, Geldern, Vernum, Nieukerk, Aldekerk und Kempen wurden durch sechs elektronische Stellwerke in Kleve, Bedburg-Hau, Goch, Kevelaer, Nieukerk und Kempen ersetzt, die nun den gesamten Streckenabschnitt steuern. Die Ausschreibung zur Modernisierung gewann die Mönchengladbacher Scheidt & Bachmann GmbH. Im Rahmen des Programms waren auf rund 20 Kilometern Kabeltiefbauarbeiten erforderlich; 170 Signale, 30 Weichen sowie 76 Bahnübergänge mussten neu errichtet bzw. an die moderne Technik angepasst werden.
Am 7. Dezember 2021 wurde der modernisierte Streckenabschnitt zwischen Kleve und Geldern für den Zugverkehr freigegeben. 28 Bahnübergänge wurden erneuert sowie Weichen und Signale ausgetauscht. Dafür wurden mehr als 75 Kilometer neue Kabel verlegt.
Vom 25. Juni 2022 bis zum 8. August 2022 wurde die gesamte Strecke zwischen Krefeld Hbf und Kleve für den Zugbetrieb gesperrt. In diesem Zeitraum wurde der gesamte Oberbau (Schienen, Schwellen, Schotter und Weichen) im Bahnhof Kempen, der Oberbau zwischen Aldekerk und Kempen sowie einzelne Weichen in den anderen Bahnhöfen getauscht.
Zwischen dem 9. August und dem 27. November selben Jahres blieb der Streckenabschnitt zwischen Geldern und Kempen für den Zugverkehr gesperrt. In diesem Zeitraum wurde das Schnellläuferprogramm fortgesetzt. Auch hier wurden viele Bahnübergänge, Signale und Weichensteuerungen erneuert.
Die Arbeiten im zweiten Bauabschnitt zwischen Kempen (Niederrhein) und Geldern wurden im Herbst 2022 abgeschlossen. Nach Probefahrten auf dem modernisierten Streckenabschnitt in der 47. Kalenderwoche wird am Montag, dem 28. November 2022, zu Betriebsbeginn der Schienenersatzverkehr eingestellt und der reguläre Zugbetrieb aufgenommen.
Trotz der umfangreichen Modernisierungsmaßnahmen kam es auf der Strecke wiederholt zu Störungen. So fiel ein Tag nach Aufnahme des regulären Zugbetriebs bereits ein Stellwerk sowie wenige Tage später ein Signal aus. Ebenso musste kurz vor Weihnachten 2022 der Streckenabschnitt zwischen Bedburg-Hau und Kleve aufgrund eines Stellwerksausfalls erneut gesperrt werden. Auch zum Jahresende 2022 hin kam es aufgrund von Störungen im Stellwerk Kempen erneut zu Streckensperrungen zur Hauptpendlerzeit.

## Planungen
Seitens der Regionalpolitik wurde mehrfach der zweigleisige Ausbau des Abschnitts Kleve–Geldern und die Elektrifizierung der gesamten Strecke Krefeld–Kleve gefordert.
Auf dem Abschnitt Krefeld–Kempen soll bis 2029 der neue Haltepunkt Krefeld Obergplatz entstehen. Das geht aus einem geplanten Maßnahmenpaket des Ministeriums für Verkehr des Landes Nordrhein-Westfalen und von DB Netze vor, das im Januar 2020 von Hendrik Wüst und Ronald Pofalla vorgestellt worden ist und ein Volumen von 500 Millionen Euro umfasst.
Zukünftig sollen auf der Linie RE10 Triebwagen des spanischen Herstellers CAF vom Typ CIVITY fahren, dessen Triebwagen mit jeweils 120 oder 160 Sitzplätzen ausgestattet sind. Um der überdurchschnittlich stark gestiegenen Fahrgastnachfrage gerecht zu werden, werden diese klimafreundlichen BEMU-Fahrzeuge in Mehrfachtraktion betrieben.
Ausbauarbeiten an der vorhandenen Infrastruktur zwischen Kempen und Kleve sind erforderlich, da die vorhandenen meist nur auf 150 Meter ausgebauten Bahnsteige nicht lang genug sind, um einen Fahrgastwechsel mit den neuen Triebwagen zu ermöglichen. Ein Ausbau ist auf mindestens 185 Meter erforderlich. Gleichzeitig ist die Errichtung eines Wendegleises mit Bahnsteig in Geldern für die Inbetriebnahme der Linie RB41/RB37 unumgänglich, um den Betriebsablauf auf der halbstündlich verkehrenden RE10 nicht zu beeinflussen. Ebenfalls wird der Bahnhof in Kleve mit einer Oberleitungsinselanlage ausgestattet, damit die neuen batteriebetriebenen Fahrzeuge aufladen und den sonst nicht elektrifizierten Abschnitt Kleve-Krefeld passieren können.
Förderanträge für Kapazitätsverbesserungsmaßnahmen der Strecke 2610 (RE 10) im Rahmen der Umsetzung der „Alternativen Antriebstechniken“ Bereich Niederrheinnetz seitens der DB Netz AG, NMN – Tranche 1 (IBN 2025) und NMN – Tranche 2 (IBN 2026) seitens der DB Station&Service AG (zuständig für Stationen) und Standardisierte Bewertung für das Niederrhein-Münsterland-Netz / Teilnetze Niederrhein und Münsterland seitens des VRR AöR wurden an das Land Nordrhein-Westfalen gestellt und im Förderprogramm 2022 aufgenommen.

### Reaktivierung der Strecke Kleve–Nijmegen
Im Jahr 2011 ergab ein Gutachten der Stadsregio Arnhem-Nijmegen über die Reaktivierung der Strecke und Verlängerung des RE 10 zufolge Investitionen in Höhe von 50 Millionen Euro. Die Reaktivierung käme vielen Studenten zugute, die zwischen der Universität Nijmegen nahe dem Bahnhof Nijmegen Heyendaal und Kleve pendeln.
Die Provinz Gelderland wollte mit dem Verkehrsverbund Rhein-Ruhr über die Reaktivierung der Bahnstrecke sprechen; alternativ käme eine verbesserte Bus-Anbindung in Betracht.
Im Jahr 2014 wurde über Planungen berichtet, die Strecke zwischen Nijmegen und Kleve, evtl. als Schnellstraßenbahn, zu reaktivieren, die jedoch zu der Zeit an den hohen Kosten in Höhe von 120 Millionen Euro scheiterten. Insbesondere ein von der Gemeinde Groesbeek geforderter Tunnel galt als sehr kostenträchtig.
Nach einem Treffen im Jahr 2022 von Politikern aus dem Kreis Kleve und den Niederlanden sowie des Bundestagsabgeordneten Udo Schiefner zu Gesprächen über die Reaktivierung der Strecke Kleve–Nijmegen hatte der Bundestagsabgeordnete als Vorsitzender des Verkehrsausschusses versprochen, diese Thematik auf eine überregionale Ebene zu bringen und über die mögliche Reaktivierung in den Bundestagsgremien zu sprechen. Ein neues Treffen war für das erste Halbjahr 2023 angesetzt. Dies sollte mit allen Verantwortlichen auf deutscher sowie niederländischer Seite und Teilnehmern und Informationen aus dem Bundesverkehrsministerium durchgeführt werden.
Der Streckenabschnitt Kleve–Nijmegen ist in den im März 2023 veröffentlichten „SPNV-Zielnetz 2040“ des VRR sowie in den ersten und den zweiten Gutachterentwurf des „NRW Zielnetz 2040“ (Stand: September 2021 bzw. April 2023) aufgenommen. Die Unterwegshalte sollen in Donsbrüggen, Nütterden, Kranenburg, Groesbeek und Nijmegen-Heyendaal sein. Bedient werden soll die Strecke vom RE10 von Düsseldorf Hbf aus. Eine 2024 vorgestellte Potentialanalyse prognostizierte ein Nutzen-Kosten-Verhältnis über 1. In den Gutachterentwürfen zum „NRW-Zielnetz 2032“ ist der Streckenabschnitt nicht enthalten.